# ساترانتیکا
ساترانتیکا (انگلیسی: Sautrāntika), (سانسکریت: सौत्रान्तिक, Suttavāda in Pali; چینی: 經量部\ 說經部; پین‌یین: jīng liàng bù\ shuō jīng bù; ویتنامی: Kinh lượng bộ, Thuyết chuyển bộ; ژاپنی: 経量部، ت. «Kyōryōbu»)، یک مدرسه بودایی اولیه بود که عموماً اعتقاد بر این است که از Sthavira nikāya از طریق مکتب والدین اصلی آنها، سرواستیواده آمده است. در حالی که آنها به عنوان یک گرایش اعتقادی منحصر به فرد شناخته می‌شوند، آنها بخشی از دودمان سرواستیوداه وینایا انتصاب رهبانی بودند.